# Košarkaški klub Cedevita Zagreb 2015-2016
Questa voce raccoglie le informazioni riguardanti il Košarkaški klub Cedevita Zagreb nelle competizioni ufficiali della stagione 2015-2016.

## Stagione
La stagione 2015-2016 del Košarkaški klub Cedevita Zagreb è la 14ª nel massimo campionato croato di pallacanestro, la Prva hrvatska košarkaška liga.

## Roster
Aggiornato al 14 ottobre 2022.
| Cedevita Zagreb 2015-16 | Cedevita Zagreb 2015-16 |
| Giocatori               | Staff tecnico           |
| ----------------------- | ----------------------- |

| N. | Naz.                                        | Ruolo | Nome             | Anno | Alt.   | Peso   |  |
| -- | ------------------------------------------- | ----- | ---------------- | ---- | ------ | ------ |  |
| 0  | Stati Uniti (bandiera) · Georgia (bandiera) | P     | Jacob Pullen     | 1989 | 184 cm | 86 kg  |  |
| 6  | Stati Uniti (bandiera)                      | AP    | James White      | 1982 | 201 cm | 90 kg  |  |
| 7  | Croazia (bandiera)                          | C     | Tomislav Zubčić  | 1990 | 211 cm | 108 kg |  |
| 8  | Croazia (bandiera)                          | P     | Toni Katić       | 1992 | 188 cm | 80 kg  |  |
| 9  | Croazia (bandiera)                          | G     | Fran Pilepić     | 1989 | 193 cm | 86 kg  |  |
| 10 | Croazia (bandiera)                          | AP    | Luka Babić       | 1991 | 201 cm | 98 kg  |  |
| 11 | Croazia (bandiera)                          | AC    | Karlo Žganec     | 1995 | 206 cm | 102 kg |  |
| 13 | Stati Uniti (bandiera)                      | AP    | Henry Walker     | 1987 | 198 cm | 98 kg  |  |
| 14 | Bosnia ed Erzegovina (bandiera)             | AP    | Džanan Musa      | 1999 | 204 cm | 94 kg  |  |
| 20 | Croazia (bandiera)                          | C     | Miro Bilan (C)   | 1989 | 213 cm | 120 kg |  |
| 21 | Croazia (bandiera)                          | A     | Lovro Mazalin    | 1997 | 202 cm | 92 kg  |  |
| 24 | Bosnia ed Erzegovina (bandiera)             | P     | Nemanja Gordić   | 1988 | 192 cm | 88 kg  |  |
| 33 | Croazia (bandiera)                          | AC    | Luka Žorić       | 1984 | 211 cm | 110 kg |  |
| 44 | Croazia (bandiera)                          | AG    | Marko Arapović   | 1996 | 205 cm | 102 kg |  |
| -  | Croazia (bandiera)                          | AC    | Mario Delaš (IN) | 1990 | 207 cm | 96 kg  |  |

| Allenatore                                                     |
| - Veljko Mršić                                                 |
| Assistente/i                                                   |
| - Nessuno Legenda - (C) Capitano - (IN) Inattivo - Infortunato |

## Mercato

### Sessione estiva
| Acquisti | Acquisti       | Acquisti      | Acquisti      | Acquisti |
| R.       | Nome           | da            | Modalità      |          |
| -------- | -------------- | ------------- | ------------- | -------- |
| P        | Jacob Pullen   | N.B. Brindisi | definitivo    |          |
| AP       | James White    | UNICS Kazan'  | definitivo    |          |
| P        | Toni Katić     | Široki        | definitivo    |          |
| AC       | Luka Žorić     | Fenerbahçe    | definitivo    |          |
| AG       | Filip Bundović | Zabok         | fine prestito |          |
| C        | Markus Lončar  | Gorica        | fine prestito |          |

| Cessioni | Cessioni       | Cessioni           | Cessioni       | Cessioni |
| R.       | Nome           | a                  | Modalità       |          |
| -------- | -------------- | ------------------ | -------------- | -------- |
| GA       | Marko Tomas    | TED Ankara         | fine contratto |          |
| P        | Roko Ukić      | Free agent         | fine contratto |          |
| AP       | Ivan Ramljak   | Zara               | fine contratto |          |
| C        | Stanko Barać   | Olimpia Milano     | fine contratto |          |
| G        | Ante Delaš     | Kaštela            | rescissione    |          |
| AG       | Filip Bundović | Mitteldeutscher BC | fine contratto |          |
| C        | Markus Lončar  | Zabok              | prestito       |          |

### Dopo l'inizio della stagione
| Acquisti | Acquisti     | Acquisti   | Acquisti        | Acquisti   |
| R.       | Nome         | da         | Data            | Modalità   |
| -------- | ------------ | ---------- | --------------- | ---------- |
| AP       | Henry Walker | Free agent | 7 novembre 2015 | definitivo |

| Cessioni | Cessioni        | Cessioni    | Cessioni        | Cessioni    |
| R.       | Nome            | a           | Data            | Modalità    |
| -------- | --------------- | ----------- | --------------- | ----------- |
| C        | Tomislav Zubčić | Free agent  | 29 ottobre 2015 | rescissione |
| AC       | Mario Delaš     | Kalev/Cramo | 3 gennaio 2016  | rescissione |